# Université nationale d'Incheon
L'université d'Incheon (en hangul : 인천대학교) est une université nationale de Corée du Sud située à Incheon.

## Composantes

### Facultés de1ercycle
- Faculté de sciences humaines
- Faculté de sciences naturelles
- Faculté de sciences sociales
- Faculté de droit
- Faculté d'ingénierie
- Faculté d'information et de technologie
- Faculté de commerce
- Faculté de commerce et d'économie du nord-est asiatique
- Faculté d'arts et d'éducation physique

### Facultés de cycles supérieurs
- Faculté de pédagogie
- Faculté d'administration publique
- Faculté d'information et de communication
- Faculté de commerce
- Faculté de sciences de l'industrie
- Faculté de logistique